# Nisia Kyra Panagia, Piperi, Psathoura kai guro nisides: Άgiοs Georgiοs, Nisοi Adelfοi, Lechousa, Gaidourοnisia
Nisia Kyra Panagia, Piperi, Psathoura kai guro nisides: Άgiοs Georgiοs, Nisοi Adelfοi, Lechousa, Gaidourοnisia este o arie protejată (arie de protecție specială avifaunistică — SPA) din Grecia întinsă pe o suprafață de 12.934,55 ha, integral pe uscat.

## Localizare
Centrul sitului Nisia Kyra Panagia, Piperi, Psathoura kai guro nisides: Άgiοs Georgiοs, Nisοi Adelfοi, Lechousa, Gaidourοnisia este situat la coordonatele 39°20′06″N 24°04′22″E / 39.334906°N 24.07269°E.

## Înființare
Situl Nisia Kyra Panagia, Piperi, Psathoura kai guro nisides: Άgiοs Georgiοs, Nisοi Adelfοi, Lechousa, Gaidourοnisia a fost declarat arie de protecție specială avifaunistică în februarie 1997 pentru a proteja 69 de specii de animale.

## Biodiversitate
Situată în ecoregiunile marină mediteraneană și mediteraneană, aria protejată nu include niciun habitat protejat.
La baza desemnării sitului se află mai multe specii protejate de  păsări (69): ciocârlie-de-câmp (Alauda arvensis), pescăruș albastru (Alcedo atthis), fâsă-de-câmp (Anthus campestris), fâsă de luncă (Anthus pratensis), fâsă de pădure (Anthus spinoletta), fâsă de pădure (Anthus trivialis), lăstunul mare (Apus apus), stârc cenușiu (Ardea cinerea), pasărea ogorului (Burhinus oedicnemus), șorecarul comun (Buteo buteo), ciocârlie-cu-degete-scurte (Calandrella brachydactyla), fugaci mic (Calidris minuta), caprimulg (Caprimulgus europaeus), rândunică roșcată (Cecropis daurica), șerpar (Circaetus gallicus), prepeliță (Coturnix coturnix), cuc (Cuculus canorus), lăstun de casă (Delichon urbicum), egretă mică (Egretta garzetta), Emberiza caesia, presură de grădină (Emberiza hortulana), Emberiza melanocephala, măcăleandru (Erithacus rubecula), Falco eleonorae, șoim călător (Falco peregrinus), vânturel de seară (Falco vespertinus), muscar-gulerat (Ficedula albicollis), cinteză (Fringilla coelebs), frunzăriță galbenă (Hippolais icterina), Hippolais olivetorum, rândunică (Hirundo rustica), Hydrocoloeus minutus, Iduna pallida, sfrâncioc roșiatic (Lanius collurio), sfrânciocul cu frunte neagră (Lanius minor), sfrâncioc cu cap roșu (Lanius senator), ciocârlie de pădure (Lullula arborea), privighetoare (Luscinia megarhynchos), prigoare (Merops apiaster), codobatură galbenă (Motacilla alba), codobatura galbenă (Motacilla flava), muscar sur (Muscicapa striata), stârc de noapte (Nycticorax nycticorax), pietrar mediteranean (Oenanthe hispanica), grangur (Oriolus oriolus), ciuf-pitic (Otus scops), vultur pescar (Pandion haliaetus), vrabie negricioasă (Passer hispaniolensis), viespar (Pernis apivorus), Phalacrocorax aristotelis desmarestii, codroș de munte (Phoenicurus ochruros), codroșul de pădure (Phoenicurus phoenicurus), pitulice de munte (Phylloscopus collybita), pitulice-fluierătoare (Phylloscopus trochilus), corcodel mare (Podiceps cristatus), lăstun de mal (Riparia riparia), mărăcinar (Saxicola rubetra), turturică (Streptopelia turtur), graur (Sturnus vulgaris), silvie de zăvoi (Sylvia borin), silvie roșcată (Sylvia cantillans), silvie de câmp (Sylvia communis), silvie porumbacă (Sylvia nisoria), Sylvia ruppeli, Tachymarptis melba, fluierarul cu picioare roșii (Tringa totanus), sturz-cântător (Turdus philomelos), mierlă gulerată (Turdus torquatus), pupăză (Upupa epops).
Pe lângă speciile protejate, pe teritoriul sitului au mai fost identificate 21 de specii de plante, 10 specii de păsări, 5 specii de mamifere, 5 specii de nevertebrate, 12 specii de reptile.